# Eunice Kirwa
Eunice Jepkirui Kirwa é uma maratonista queniana, naturalizada bareinita.
Em 2008 foi vencedora da Meia Maratona de São Paulo e da Meia Maratona Linha Verde, em Belo Horizonte. No mesmo ano foi também vencedora da Prova Rústica Tiradentes, realizada em Maringá.
Em 2009 venceu novamente a Meia Maratona Linha Verde.
Já representando o Barém, ela conquistou a medalha de prata na maratona dos Jogos Olímpicos de 2016 com o tempo de 2h24min13seg, atrás somente da queniana Jemima Sumgong.